# ミスビヘイブ
MISBHV(ミスビヘイブ)はポーランドのファッションブランドを展開するアパレル企業である。ワルシャワ出身のファッションデザイナーであるナタリア・マクゼックによって立ち上げられ、世界中に約90の小売店を運営している。

## 概要
2008年、ナタリア・マクゼックはヤギェウォ大学で法律を専攻していたが、ロンドンに滞在中、夏休みにいくつかの仕事をした際に初めてファッションと出会った。ポーランドに戻った彼女はパートナーのDJ、トメク(もしくはトーマス)・ウィルスキーと一緒にサイドプロジェクトを立ち上げた。2人は偽デザイナーズブランドTシャツのオーダーメイドやリメイクなどを行っていた
。
2015年1月、マクゼックとウィルスキーは、パリの小さなショールームで最初のファッションショーを行った。彼らの最初の顧客は、マルジェラ、GR8、クラウディオ・アントニオーリ、BROWNSなどであった。同年末、MISBHVはニューヨーク・コレクションに参加し、同年初めに亡くなったデヴィッド・ボウイにインスピレーションを受け、彼の70年代の曲からの引用をTシャツからレザージャケットまで多くのアイテムに散りばめた2017年春夏コレクションをデビューさせた。
同年、リアーナはロンドンでのパフォーマンスでマトリックスブラックのMISBHVジャケットを着用した。
MISBHVは、2019年春夏コレクションをデビューさせるために、ワルシャワの文化科学宮殿で初のランウェイプレゼンテーション「Polish Jazz」を開催した。マクゼックとウィルスキーは「ポーランド文化の黄金時代」と呼ばれる60年代と70年代からインスピレーションを得て、ロスワヴ・シャイボが1966年に手掛けたポスターアートから引用したプリントのアイテムなどを発表した。
「MISBHV」という名前は、マクゼックが18歳の時によく訪れていたレコード店からインスピレーションを得たものである
。
マクゼックはリードデザイナーであり、ウィルスキーはブランドのクリエイティブディレクターである。クラクフのザブウォチエ地区にある旧「Telpod」ケーブル工場内のスタジオにブランドの本部を置く。

## 影響
ワルシャワのテクノ・パンクシーンを体験したマクゼックとウィルスキーはファッションとアンダーグラウンドの融合に常に関心を持ち、あらゆる創作活動において音楽が重要な役割を担っている。特に社会主義後のポーランドのヒップホップやクラブシーンから影響を受けており、それらのDIY感覚が創作に取り入れられる。
また二人は、彼らの特徴的なカモフラージュを作成する際はジャン・アルプの初期の作品、プリントに取り組む際はアンディ・ウォーホル、配色パターンはポール・セザンヌと複数の芸術家の作品からインスピレーションを受けたという。

## ポップカルチャー
グランド・セフト・オート：オンラインのゲーム中にMISBHVのショップが登場する。プレイヤーは衣類をアイテムとして購入可能。